# Красноленинский
Красноленинский — посёлок в Ханты-Мансийском районе Ханты-Мансийского автономного округа — Югры. Входит в состав Сельского поселения Красноленинский.

## География
Расположен на правом берегу реки Обь.
Почтовый индекс — 628546, код ОКАТО — 71129944001.

## Население
| 2010 |
| ---- |
| 649  |

## Климат
Климат резко континентальный, зима суровая, с сильными ветрами и метелями, продолжающаяся семь месяцев. Лето относительно тёплое, но быстротечное.